# Nemesgulács
Nemesgulács község Veszprém vármegyében, a Tapolcai járásban. A település eredetileg Szent István király korától az 1950-es megyerendezésig Zala vármegyéhez tartozott.

## Fekvése
Mintegy 1000 lakosú település a Tapolcai-medence déli részén, a Gulács nyugati tövében. A tájat ez a 393 méter magas bazaltvulkáni tanúhegy uralja, nevezik cukorsüvegnek vagy magyar Fuzsijamának is, melynek tetejére turistaút vezet. 1961-ig üzemelt itt kőbánya, nyomát a hegy sebei őrzik.
A Tapolcától és a Balatontól is nagyjából 5-5 kilométerre lévő település közúton a Balaton partján vezető 71-es főút két elágazásától (a Badacsony keleti és nyugati oldalától is), valamint a Veszprém-Tapolca között húzódó 77-es főút felől is megközelíthető. Badacsonytomajnál a 7316-os útra kell rátérni, a Tapolca felé jelzett irányt követve; ugyanez az út vezet Nemesgulácsra a 77-es felől is, a Tapolca elején lévő körforgalomból a Balaton irányába indulva. A Keszthely és Szigliget felől érkezők a 7341-es úton juthatnak el a településre, Tapolca felől pedig elérhető a község Kisapátin át a 7345-ös úton is. Mindezeken felől Nemesgulács közigazgatási területének keleti szegélyét egy rövid szakaszon érinti a Badacsonytomaj-Káptalantóti közti 7344-esút is.
Vonattal is elérhető a község a Börgönd–Szabadbattyán–Tapolca-vasútvonalon, az itteni Nemesgulács-Kisapáti megállóhely a Kisapátira vezető 7345-ös út mentén található.

## Története
A község neve az ómagyar Gula névből származik.
A török háborúk idején a falu elpusztult, 1715-ben telepítették újra, 1720-ban már kiváltságos nemesi községként tartották számon. 1790-ben 29 nemesi család neve ismert, a Raposa, Péterffy és Edvi Illés családok a belga királyi családdal is rokonságot tartottak. 1895-ben 100 holdon felüli birtokos egyedül Eőry Miklós volt, a hagyomány szerint itt szolgált Répa Rozi, Sobri Jóska híres betyár szeretője.

## Közélete

### Polgármesterei
- 1990–1994: Nagy Rudolf (Faluvédő Kör Nemesgulács)[3]
- 1994–1998: Nagy Rudolf (független)[4]
- 1998–1999: Varga Renáta (független)[5]
- 1999–2002: Nagy Rudolf József (független)[6]
- 2002–2006: Wildhoffer Józsefné Raposa Gizella (független)[7]
- 2006–2010: Nagy Rudolfné (független)[8]
- 2010–2014: Nagy Rudolfné (független)[9]
- 2014–2019: Nagy Rudolfné (független)[10]
- 2019–2024: Tompos László (független)[11]
- 2024– : Tompos László (független)[1]

A településen 1999. november 6-án időközi polgármester-választást (és képviselő-testületi választást) tartottak, feltehetőleg a korábbi képviselő-testület önfeloszlatása miatt;  az előző polgármester nem indult el a választáson.

## Népesség
A település népességének változása:
| Lakosok száma | 926  | 926  | 899  | 927  | 951  | 927  | 939  |
|               | 2013 | 2014 | 2015 | 2021 | 2022 | 2023 | 2024 |

A 2011-es népszámlálás során a lakosok 81,7%-a magyarnak, 1,8% németnek, 0,2% románnak, 0,2% ukránnak mondta magát (17,8% nem nyilatkozott; a kettős identitások miatt a végösszeg nagyobb lehet 100%-nál). A vallási megoszlás a következő volt: római katolikus 66,7%, református 1,8%, evangélikus 0,2%, görögkatolikus 0,4%, felekezeten kívüli 3,9% (26% nem nyilatkozott).
2022-ben a lakosság 90,3%-a vallotta magát magyarnak, 1,2% németnek, 0,4% cigánynak, 0,2-0,2% lengyelnek, szlovénnek, ukránnak és horvátnak, 0,1-0,1% románnak, szerbnek, görögnek, örménynek és szlováknak, 2,2% egyéb, nem hazai nemzetiségűnek (8,9% nem nyilatkozott; a kettős identitások miatt a végösszeg nagyobb lehet 100%-nál). Vallásuk szerint 48,7% volt római katolikus, 2,3% református, 0,8% evangélikus, 0,3% görög katolikus, 2% egyéb keresztény, 1,1% egyéb katolikus, 9,3% felekezeten kívüli (35,2% nem válaszolt).

## Nevezetességei

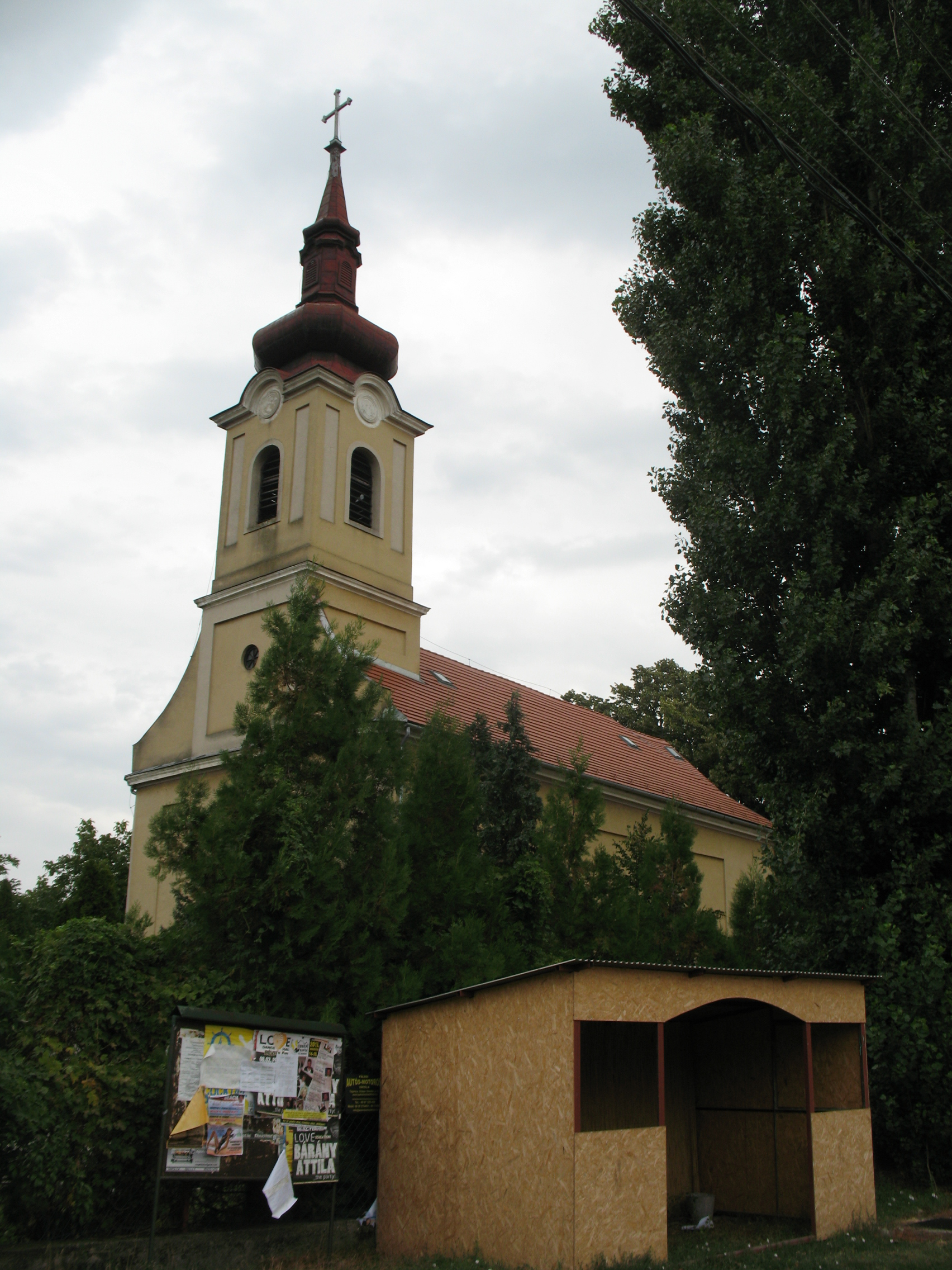

- Eőry-kúria – Itt töltötte gyermek- és ifjúi éveit Keresztury Dezső, az épület jelenleg az óvodának ad otthont.
- Nemesgulácsi kastély

A község templomát 1725-ben építették fel romjaiból. Az új templomot 1845 és 1850 között emelték, klasszicista stílusban. A templomkertben Mindszenty-emlékművet avattak 1989-ben, az országban először.

### Rendezvények
A település adottságai révén már a római időktől fogva virágzó szőlőtermesztés helyszíne, a világhírű badacsonyi borok jelentős részét Nemesgulácson termelik. A jeles napok, ünnepek nagy része is a szőlőhöz, borhoz kötődik: Mátyás-napi borverseny februárban, szüreti felvonulás októberben, Márton-napi Új-bor bemutató novemberben. Élő hagyománya van a húsvéti locsolásnak és zöldágjárásnak, valamint a májusfa állításnak is. A búcsút június második vasárnapján, a Hegynapot augusztus első szombatján, a Falunapot július második szombatján tartják.
Keresztury Dezső-emléknap minden év május 18-án.

### Híres emberek
- Itt született Madarász László politikus, az 1848–49-es forradalom és szabadságharc rendőrminisztere.
- Itt lakott Kodolányi János apai nagyapja, az író gyermekkorában néhány alkalommal itt nyaralt nála. A 'Süllyedő világ' című önéletrajzi regényében ír erről.
- Az Eőry-kúriában (jelenleg óvoda) töltötte gyermekkorának egy részét Keresztury Dezső.

## Régi mondások, falucsúfolók a településről
- Tudod-e, mit mond a gulácsi szent? (Tesz a markodba.) [A mondás eredete nem ismert.][14]